# Еду Рамос
Едуардо «Еду» Рамос Гомес (ісп. Eduardo "Edu" Ramos Gómez, нар. 17 лютого 1992, Малага) — іспанський футболіст, півзахисник.
Грав за юнацькі збірні Іспанії.

## Клубна кар'єра
Народився 17 лютого 1992 року в Малазі. Вихованець академії місцевого однойменного клубу. Дорослу футбольну кар'єру розпочав 2009 року в його основній команді, у складі якої протягом двох сезонів виходив на поле у 8 іграх Ла-Ліги. 
Частину 2011 року провів в оренді в «Леганесі», після чого перейшов до «Вільярреала». У новому клубі грав за третю та другу команди, а за головну команду дебютував лише в сезоні 2013-14. Три матчі, проведені за «Вільярреал» того сезону стали для гравця останніми на рівні найвищого іспанського дивізіону.
2014 року він перейшов до друголігового «Альбасете», де провів два сезони, після чого на тому ж рівні грав за «Кордову» і «Кадіс».
Сезон 2020/21 відіграв за третьолігову «Марбелью». У грудні 2021 року, після піврічної перерви у кар'єрі, знайшов варіант її продовження, приєднавшись до нижчолігового «Алауріна».

## Виступи за збірні
2008 року дебютував у складі юнацької збірної Іспанії (U-17), у складі якої взяв участь у п'яти іграх. 2010 року відіграв два матчі за збірну 19-річних.